# Jeff Keith
Jeffery Lynn Keith (Texarkana, Arkansas; 12 de octubre de 1958) es un músico estadounidense, más conocido por ser el vocalista de la agrupación Tesla. También fue el vocalista de la banda Bar 7, aunque con menor reconocimiento internacional.

## Carrera

### Inicios
Antes de unirse a Tesla, Jeffrey Lynn vivía en Idabel, Oklahoma con su madre Anita y su hermana Joey. Ingresó a la universidad para luego mudarse a Sacramento, California, donde vivió con su padre. Durante todo ese tiempo desarrolló su particular estilo de voz, a veces comparado con el de Steven Tyler de Aerosmith.
Jeff inició cantando en una banda junto a su hermano llamada Troubleshooter, antes de unirse a City Kidd en 1983, que luego pasaría a llamarse Tesla. A pesar de su poca experiencia en ese entonces, su estilo de voz llamó la atención de los miembros de la agrupación, en la que se encuentra desde entonces.

### Particularidades
JK, como también se le conoce, es un gran admirador de la música Country, al igual que un amante de los animales, por lo que ha emprendido campañas contra la fauna desprotegida. Estos actos han sido reconocidos inclusos por entidades promotoras del buen trato animal en Estados Unidos. 
En julio de 2009, Jeff Keith contrajo matrimonio. Ahora vive con su esposa e hija en Granite Bay, California.

## Discografía

### Con Tesla
- Mechanical Resonance (1986)
- The Great Radio Controversy (1989)
- Psychotic Supper (1991)
- Bust a Nut (1994)
- Into the Now (2004)
- Real to Reel (2007)
- Forever More (2008)
- Simplicity (2014)